# 杉浦宏策
杉浦 宏策（すぎうら こうさく、1926年9月15日 - ）は、日本の俳優、声優。旧芸名：杉浦 宏（すぎうら ひろし）。東京府出身。

## 人物
1942年、劇団かもしか座の舞台で俳優デビュー。ムーランルージュ新宿座、新東宝、移動演劇連盟を経て、1952年にラジオ東京放送劇団に入団してラジオで活動。1957年4月に退団し、東京タレントクラブの設立に参加。1958年の時点では文芸座に所属。1962年の時点では東京俳優生活協同組合に所属。1963年の時点では俳協とぷろだくしょん泉に所属。1965年8月に劇団現代人の立ち上げに参加。その後は東京アーチストプロ、渡辺アーチストに所属していた。

## 出演作品

### テレビドラマ
- 赤穂浪士（1964年） - 春山権之丞
- 特別機動捜査隊
  - 第226話「人生相談」（1966年）
  - 第417話「美しい町の天使たち」（1969年） - 雨宮
  - 第433話「全員救出せよ」（1970年） - 男
- 七人の刑事 第2シーズン 第329話「すべてが他人」（1968年）

### テレビアニメ
- リボンの騎士（1967年）
- ピュンピュン丸（1967年、オンザロックホームズ、賠償）
- 巨人の星（1968年）
- ゲゲゲの鬼太郎（第1作）（1968年 - 1969年）
- サイボーグ009（1968年版）（1968年）
- 魔法使いサリー（1968年、ヒゲ田）
- わんぱく探偵団（1968年、蛇沼博士）
- 佐武と市捕物控（1969年、熊造）

### 劇場アニメ
- 長靴をはいた猫（1969年）

### 吹き替え

#### アニメ
- まんが探偵局 ディック・トレイシー（1962年、ゴーゴー・ゴメス警部、マンボ）

#### 人形劇
- サンダーバード
- スーパーカー（ビーカー博士[2]〈2代目〉）

### ラジオドラマ
- 雲の絵本（1960年、ニッポン放送） - 犬[8]